# Anopheles rennellensis
Anopheles rennellensis este o specie de țânțari din genul Anopheles, descrisă de Taylor și Mario Maffi în anul 1991. Conform Catalogue of Life specia Anopheles rennellensis nu are subspecii cunoscute.